# 旺藏镇
旺藏镇，是中华人民共和国甘肃省甘南藏族自治州迭部县下辖的一个乡镇级行政单位。
2017年3月15日，甘肃省民政厅批复同意撤销旺藏乡，设立旺藏镇。

## 行政区划
旺藏镇下辖以下地区：
旺藏村、曹世村、亚日村、高日村、让尕村、阿寺村、班藏村、花园村和水泊沟村。